# جورج كانغيلام
جورج كانغيلام (بالفرنسية: Georges Canguilhem) (4 يونيو 1904 - 11 سبتمبر 1995) هو فيلسوف وطبيب فرنسي متخصص في نظرية المعرفة (الإبستيمولوجيا) وفلسفة العلم (وخاصة علم الأحياء).

## الحياة والعمل
دخل كانغيلام المدرسة العليا للأساتذة (إيكول نورمال سوبيريور) في عام 1924 كجزء من فصل ضم جان بول سارتر، وريموند آرون، وبول نيزان. تخرج كانغيلام في عام 1927 ثم درّس في المدارس الثانوية في جميع أنحاء فرنسا، وبدأ في دراسة الطب أثناء تدريسه في تولوز.
شغل منصبًا في جامعة ستراسبورغ ومقرها كليرمون فيران عام 1941، وحصل على الدكتوراه في الطب عام 1943، في منتصف الحرب العالمية الثانية. أصبح كانغيلام نشطًا في المقاومة الفرنسية مستخدمًا اسمًا مستعارًا « Lafont»، حيث خدم كطبيب في أوفيرني.
بحلول عام 1948، أصبح المعادل الفرنسي لرئيس قسم الفلسفة في جامعة ستراسبورج أيضًا. بعد سبع سنوات، تم تعيينه أستاذًا في جامعة السوربون، وخلف غاستون باشيلارد كمدير لمعهد تاريخ العلوم، وهو المنصب الذي شغله حتى عام 1971، حين تقاعد.
في عام 1983، حصل على وسام سارتون من قبل جمعية تاريخ العلم. وفي عام 1987، حصل على الميدالية الذهبية التي منحها له المركز الوطني للبحوث العلمية.

### فلسفة علم الأحياء
تظهر أعمال كانغيلام الرئيسية في مجال فلسفة العلم في كتابيه الطبيعي والباثولوجي «Le Normal et le pathologique» الذي نُشر لأول مرة في عام 1943 ثم أُضيف عليه في عام 1968، ومعرفة الحياة «La Connaissance de la vie» المنشور في عام 1952. يعد «الطبيعي والباثولوجي» استكشافًا موسعًا لطبيعة ومعنى الحالة الطبيعية في الطب والبيولوجيا، وإنتاج المعرفة الطبية ومأسستها. إنه لا يزال عملاً أساسياً في الأنثروبولوجيا الطبية وتاريخ الأفكار، وهو مؤثر على نطاق واسع بشكل ما بفضل تأثير كانغيلام على ميشيل فوكو. بينما «معرفة الحياة» هو دراسة موسعة لخصوصية البيولوجيا كعلم، والأهمية التاريخية والمفاهيمية للمذهب الحيوي، وإمكانية تصور الكائنات الحية ليس على أساس النماذج الميكانيكية والتقنية التي يمكن أن تحول الكائن الحي إلى آلة، ولكن على أساس علاقة الكائن الحي بالبيئة التي يعيش فيها، ونجاحه في البقاء في هذه البيئة، وحالته كشيء  أعظم من مجرد أجزاء مجموعة. جادل كانغيلام بقوة لصالح هذه المواقف. وانتقد المذهب الحيوي البارز في القرن الثامن عشر والتاسع عشر (وسياسته). وحذر أيضًا من اختزال علم الأحياء إلى مجرد علم فيزيائي. كان يعتقد أن هذا الاختزال حرم علم الأحياء من مجال مناسب للدراسة، حيث حول بدافع أيديولوجي الكائنات الحية إلى مجرد بنى ميكانيكية تخدم التوازن الكيميائي/الفيزيائي الذي لا يمكن أن يفسر خصوصية الكائنات الحية، أو تعقيد الحياة. ثم عدّل وغيّر هذه الانتقادات في كتاب لاحق وهو «الأيديولوجية والعقلانية في تاريخ علوم الحياة».
كان كانغيلام في الأصل معاديًا لأفكار هنري بيرغسون والمذهب الحيوي، لكنه تأثر بهما في وقت لاحق وطور نسخته الخاصة من المذهب الحيوي.
زيادة على كونه مجرد مُنظّر عظيم، كان كانغيلام واحدًا من الفلاسفة القلائل في القرن العشرين الذين طوروا مقاربة شكلها التعليم الطبي. إذ ساعد في تحديد طريقة لدراسة تاريخ العلم، والتي تميزت بكونها طريقة عملية وصارمة. ركز عمله في أحد الجوانب على مفهومي «الطبيعي» و«الباثولوجي»، بينما من ناحية أخرى على التاريخ النقدي لتشكيل مفاهيم مثل «الانعكاس» في تاريخ العلم. كان كانغيلام أيضا مرشدًا لعدد من العلماء الفرنسيين، وعلى الأخص فوكو الذي كان بمثابة راعيه أثناء عرض كتابه «تاريخ الجنون» أثناء مناقشته للدكتوراة. وأيضًا قام فوكو باستكمال عمل كانغيلام طوال حياته.

## روابط خارجية
- جورج كانغيلام على موقع الموسوعة البريطانية (الإنجليزية)
- جورج كانغيلام على موقع ميوزك برينز (الإنجليزية)